# Јернеј Заплотник
Јернеј (Нејц) Заплотник (Крањ, 16. април 1952 — Хималаји, 24. април 1983) био је један од најбољих југословенских и словеначких алпиниста свог времена и путописац. Заједно са Андрејем Штремфељом 1979. године био је први Југословен који се попео на Монт Еверест. Његови успони уврстили су га међу легенде словеначког алпинизма.

## Биографија
Јернеј Заплотник рођен је у крању 1952. године. Одрастао је у оближњем селу Рупа. Основну школу и гимназију завршио је у Крању.  У трећој години средње школе ступио је у планинарску секцију Планинарског друштва Крањ и још пре матуре постао горски спасилац. Са 19 година оженио се две године млађом Мојцом Јамник, са којом је имао три сина.
У Љубљани је започео студије психологије, да би касније прешао на Факултет за физичку културу. Од 1975. до 1980. радио је као наставник физичког васпитања.
Алпинизмом је почео да се бави 1969. године. Од 1972. године писао је планинарске путописе. Погинуо је приликом успона на планини Манаслу 1983. године.

## Алпинистичка каријера
Алпинизмом је почео да се бави 1969. године и убрзо је постао алпиниста и горски спасилац, а радио је и као инструктор у алпинистичкој школи. Остварио је преко 350 успона свих тежина по планинама Европе, Африке и Северне Америке. У току свог кратког живота остварио је бројне подухвате од којих се издвајају успон на Макалу (8.462 мнв) 1975, Гашербрум I (8.080 мнв) 1977, Монт Еверест (8.848 мнв) 1979, Лоце (8250 мнв) 1981 године и многи други.

### Значајни успони
- Био је члан шесте југословенске алпинистичне експедиције на Хималаје која је трајала је од 11. августа до 12. новембра 1975. Циљ експедиције је био 8.462 метра високи Макалу, део планинског ланца Хималаји. Заплотник је био један од пењача који су се успешно попели на врх по новој и постали први пењачи у Југославији са успоном на врх виши од 8.000 м.[6]
- Учествовао је на експедицији на Гашербрум I 1977. То је био четврти успешан успон двојице Словенаца (Југословена[7]), Заплотника и Штремфеља, поново новом рутом.[8]
- Његов највећи успех је успон на Монт Еверест, поново заједно са Штремфељом, 13. маја 1979. Тада је учествовао у југословенској експедицији која је успоне на врх извела новом рутом по Западном гребену.[9]
- Маја 1981. учествовао је у експедицији јужном страном планине Лоце (8.516 мнв), заједно с Андрејем Штремфељом и Павелом Подгорником. Достигли су највишу тачку на експедицији на 8250 м, пре него што су, због јаког ветра и снега, морали одустати.[10]  О овој експедицији 2011. године снимљен је филм.[11]

## Књижевни рад
Од 1972. године Јернеј Заплотник писао је планинарске путописе и есеје у часописима Планински Вестник (Планинарски журнал) и Алпинистичне разгледи (Планинарске туре). Најпознатије његово дело је култна књига алпинистичке литературе Пут, први пут објављена 1981. године. Књига је временом постала култни приручник за планинаре и алпинисте у региону и шире и једно од најинспиративнијих дела овог жанра.

## Смрт
Године 1983. године учествује на првој Сплитској хималајској експедицији на Манаслу. Погинуо је 24. априла, приликом једног аклиматизацијског успона изнад првог базног логора,  када се са јужне падине сручила снежна лавина. Сапутници су успели да откопају његово тело. Сахрањен је нешто ниже, на ледничкој морени. У истој несрећи настрадао је и сплитски алпиниста Анте Бућан.

## Сећање
У крањској гимназији коју је похађао 2011. године, у знак сећања на овог алпинисту, отворена је комеморативна витрина са његовим личним предметима.